# Malé Březno (okres Most)
Malé Březno (německy Kleinpriesen) je obec, která se nachází v okrese Most v Ústeckém kraji. Leží zhruba 7,5 km jihozápadně do centra města Mostu, součástí katastru obce je jak osada Vysoké Březno, tak i území již zaniklých obcí Bylany a Holešice. Obcí prochází silnice III. třídy č. 25120 do Hošnic. Východ a sever obce obepíná výsypka dolu Vršany. Žije zde 241 obyvatel.

## Historie
První písemná zmínka o obci pochází z roku 1369. Majitelé vsi se často střídali. V letech 1393–1394 vedli spor o patronátní práv u zdejšího kostela bratři Bucek a Nevlas z Eisenbergu (Jezeří). V roce 1407 patřila část obce k Červenému hrádku u Jirkova. V roce 1464 získal ves Jan mladší z Udce, jehož syn Jiří jej opět prodal k Červenému Hrádku. Roku 1565 vlastnil statek Malé Březno protestant Jaroslav Boryn ze Lhoty. Jeho potomkům byl majetek po stavovském povstání zkonfiskován. V roce 1671 získali statek a ves Lobkovicové, kteří je připojili ke svému panství Nové Sedlo-Jezeří a jeho součástí zůstala ves až do roku 1848. Po roce 1850 se stala osadou obce Strupčice v nově vzniklém okrese Chomutov. Po několika letech se osamostatnila. V roce 1960 se stala součástí okresu Most. V tomto roce byla k obci připojena nedaleká osada Vysoké Březno.
Z roku 1679 je v obci poprvé doložena škola. V roce 1878 byla rozšířena na dvoutřídní. Ve třicátých letech 20. století zde byla česká a německá obecná škola.
Obyvatelstvo se živilo převážně zemědělstvím. V 18. století byl v obci panský dvůr s ovčínem, panská hospoda a pěstovalo se víno. Zemědělský charakter si obec uchovala dodnes. Důlní těžba se dotkla obce jen částečně. Mezi Malým Březnem a Strupčicemi na Chomutovsku vyrostla výsypka z uhelného lomu, který v sedmdesátých letech 20. století pohltil severně ležící obce Holešice a Vršany. V roce 1978 bylo k Malému Březnu připojeno katastrální území zrušené obce Bylany a v roce 1980 katastrální území zrušené obce Holešice. Obdobný osud měl potkat i Malé Březno, které mělo být zbořeno kvůli výsypce pro, kterou byla nalezena jiná vhodnější lokalita. Zničena byla nakonec jen silnice spojující Malé Březno a Strupčice, místo které vznikla výsypka Malé Březno.

## Současnost
V současnosti je již výsypka rekultivovaná, takže místní obyvatelé již nemají tolik problémů s prašností jako dříve. V devadesátých letech 20. století proběhla elektrifikace a plynofikace Malého i Vysokého Března, byla postavena kanalizace a čistička odpadních vod, proběhly rekonstrukce hasičské zbrojnice, kostela v Malém Březně a kaple ve Vysokém Březně.
Díky těmto akcím se zastavilo vysídlování obce a počet obyvatel po roce 1990 neustále vzrůstá.
V roce 2008 se vyhrotil dlouhodobý spor mezi Malým Březnem a městem Most o 44 miliónů korun. Jednalo se o poplatky za úhradu z plochy dobývaného prostoru a z vytěžených nerostů, které Obvodní báňský úřad v Mostě omylem zasílal na účet města Mostu namísto Malému Březnu. Poté, co Malé Březno nechalo exekutorem obstavit městský majetek, se spor vyřešil mimosoudním vyrovnáním.

## Obecní symboly
Malé Březno získalo právo užívat obecní znak a vlajku na základě rozhodnutí předsedy Poslanecké sněmovny č. 16 ze dne 9. prosince 2002.

### Znak
V červeno-modře děleném štítě nahoře vyrůstající stříbrný orel se zlatou zbrojí, převýšený položeným stříbrným brkem, dole dvoje položené odvrácené zlaté vidle – podávky, pod nimi stříbrná hornická kladívka.

### Vlajka
Červený list s modrým lemem širokým jednu šestinu šířky listu. Uprostřed polovina stříbrného orla bez křídel se zlatou zbrojí. Nad hlavami stříbrný brk hrotem k žerďovému okraji. Poměr šířky k délce listu je 2:3.

## Obyvatelstvo
|                                                    | 1869 | 1880  | 1890  | 1900  | 1910  | 1921  | 1930  | 1950  | 1961  | 1970 | 1980 | 1991 | 2001 | 2011 |
| -------------------------------------------------- | ---- | ----- | ----- | ----- | ----- | ----- | ----- | ----- | ----- | ---- | ---- | ---- | ---- | ---- |
| Obyvatelé                                          | 787  | 1 011 | 1 122 | 1 309 | 1 565 | 1 657 | 1 770 | 1 174 | 1 122 | 884  | 101  | 142  | 162  | 182  |
| Domy                                               | 136  | 144   | 152   | 189   | 203   | 206   | 255   | 273   | 236   | 217  | 29   | 43   | 47   | 48   |
| Data z roku 1961 zahrnují i domy z místních částí. |      |       |       |       |       |       |       |       |       |      |      |      |      |      |

| Rok            | 1971 | 1972 | 1973 | 1974 | 1975 | 1976 | 1977 | 1978 | 1979 | 1980 | 1981 | 1982 | 1983 | 1984 | 1985 | 1986 | 1987 | 1988 | 1989 |
| Počet obyvatel | 180  | 176  | 177  | 180  | 167  | 153  | 143  | 140  | 135  | 142  | 158  | 149  | 136  | 106  | 97   | 62   | 44   | 34   | 35   |
|                |      |      |      |      |      |      |      |      |      |      |      |      |      |      |      |      |      |      |      |
| Rok            | 1990 | 1991 | 1992 | 1993 | 1994 | 1995 | 1996 | 1997 | 1998 | 1999 | 2000 | 2001 | 2002 | 2003 | 2004 | 2005 | 2006 | 2007 | 2008 |
| Počet obyvatel | 24   | 154  | 141  | 133  | 126  | 158  | 181  | 180  | 161  | 167  | 169  | 190  | 197  | 192  | 206  | 219  | 217  | 212  | ...  |

## Obecní správa a politika
Dne 22. května 1938 se konaly volby do obecních zastupitelstev. Z rozdělených 158 hlasů v Malém Březně získaly 107 hlasů Sudetoněmecká strana, 21 hlasů Německá sociální demokracie, třináct hlasů Komunistická strana Československa a sedmnáct hlasů jiné české strany.

## Pamětihodnosti
- Kostel svatého Jana Evangelisty byl původně pozdně gotický. V roce 1597 nechal Jaroslav Boryn ze Lhoty přistavět kostelní věž, která dodnes nese erb tohoto rytířského rodu. V roce 1633 za třicetileté války kostel vyhořel. Roku 1644 byl kostel barokně přestavěn. Znovu přestavěn v letech 1723–1725. V roce 1932 byly do kostela pořízeny tři zvony.
- Socha svatého Floriána před kostelem
- Pamětní kříž
- Dvojsocha svatého Jana Nepomuckého na návsi
- Socha sv. Jana Nepomuckého v parku na návsi